# Център за изстрелвания Алкантара
Вижте пояснителната страница за други значения на Алкантара.
Център за изстрелвания Алкантара (на португалски: Centro de Lançamento de Alcântara) е бразилска база за изстрелване на изкуствени спътници в град Алкантара, щата Мараняо, Бразилия. Алкантара е разположена по северното крайбрежие на Атлантическия океан. Центърът се управлява от Бразилските ВВС (Comando da Aeronáutica). Алкантара е най-близката стартова площадка до екватора. Това дава голямо приимущество при изстрелването на спътници в геосинхронна орбита, същото приимущество има и Гвианският космически център.
Конструирането на базата започва през 1982 г. Пъровото изстрелване е на 21 февруари 1990 г. на свръхзвуковата ракета Sonda 2 XV-53. Тук са тествани и ракетите Онгорон I и Онгорон II от френското правителство през 1994 г.
След това от Алкантара са изстрелвани само ракети VLS-1. На 22 август 2003 г., експлозия на третата ракета VLS-1 убива 21 души. Има планове за изстрелване на някои международни ракети от базата. През 2003 г. е сключен договор с Украйна за изстрелване на ракета Циклон-4 и на Израелските ракети Шавит. В допълнение има бъдещи планове за изстрелвания на руските Протон
и на китайските Чан Джън 4.
Сегашните планове на правителството са за конструирането на граждански космически център, ръководен от Бразилската космическа агенция в блзизост до съвременната ракетна площадка, което среща опозиция в лицето на местните жители.